# Sông Sakmara
Sông Sakmara là một con sông thuộc Nga có chiều dài 760 km (470 dặm). Nó là một sông nhánh của sông Ural và hợp lưu với con sông này tại Orenburg. Thượng nguồn của con sông này nằm ở nước cộng hòa tự trị Bashkortostan (Bashkiria). Các thành thị nằm dọc theo sông Sakmara là Yuldybayevo (Bashkortostan) và Kuvandyk (tỉnh Orenburg).